# Munchkin
(Sottotitolo dell'edizione originale di Munchkin)
Munchkin è un gioco di carte non collezionabili ideato da Steve Jackson, illustrato da John Kovalic e pubblicato originariamente dalla Steve Jackson Games nel 2000. Rappresenta una parodia dei giochi di ruolo, rivolgendosi a giocatori interessati principalmente allo sviluppo delle capacità offensive e difensive del proprio personaggio e alla vittoria nei combattimenti contro i mostri, piuttosto che all'interpretazione, all'immedesimazione o allo sviluppo della storia: da qui il termine munchkin, che nel gergo dei giochi di ruolo indica appunto quei giocatori il cui scopo consiste nel potenziare il proprio personaggio e "vincere". Il termine è tratto dal romanzo Meraviglioso Mago di Oz di L. Frank Baum.
Nel 2001 Munchkin ha ricevuto l'Origins Award come miglior gioco di carte tradizionale.
Il numero minimo di giocatori è 3, mentre il massimo consigliato è 6. Per giocare è necessario un normale dado a sei facce e carta e qualunque oggetto utile per mantenere traccia dei livelli dei personaggi.
Munchkin vanta un'enorme mole di espansioni e varianti.

## Sistema di gioco
In ogni turno di una partita a Munchkin, un giocatore scopre una carta porta (apre una porta) se la carta è un mostro lo combatte: somma al suo livello (minimo 1) tutti i bonus che gli conferiscono gli oggetti (come L'altro anello o il Titolo davvero impressionante) e confronta il risultato con il livello del mostro, il tutto può essere influenzato da pozioni (come la Pozione esplosiva del gelo), i potenziamenti solo per mostri (come Antico o In lingerie) e da aiuti di altri personaggi (in cambio di qualcosa); se il giocatore vince lo scontro guadagna (minimo) un livello e prende i tesori del mostro (pescando il numero di carte Tesoro indicate), altrimenti deve tentare la fuga (si fugge con 5 o 6): nel caso in cui non riesca a fuggire gli succedono le brutte cose indicate nella carta del mostro. Se invece non è stato scoperto un mostro, il giocatore perquisisce la stanza (pescando una carta Porta).
Lo scopo del gioco è raggiungere il 10º livello, ma esiste la variante epica che pone come obiettivo il 20º livello. Oltre agli scontri e agli imprevisti sopra citati si devono aggiungere le Maledizioni e i poteri delle Classi e delle Razze dei personaggi.

## Set ed espansioni
I set e le espansioni sono pubblicati sul mercato statunitense dalla casa editrice Steve Jackson Games. In Italia Munchkin è tradotto e distribuito da Raven Distribution e Freak & Chic, e alcuni set comprendono carte speciali realizzate sul modello della carte speciali originali, oppure specifiche per il mercato italiano.
| Titolo italiano                                                    | Titolo inglese                                                                            | Tema                | Codice         | Numero carte     | Anno       | Note |
| ------------------------------------------------------------------ | ----------------------------------------------------------------------------------------- | ------------------- | -------------- | ---------------- | ---------- | --- |
| Munchkin                                                           | Munchkin                                                                                  | Fantasy             | RD001, RDMU01  | 172              | 2003, 2013 | Set autonomo. Il gioco Munchkin originale (a volte chiamato Munchkin Fantasy), ha subito varie ristampe, in seguito a colori. |
| Munchkin 2 - L'ascia o raddoppia                                   | Unnatural Axe                                                                             | Fantasy             | RD002, RDMU02  | 113              | 2004, 2013 | Espansione. Precedentemente insieme a Munchkin 3 come Munchkin 2/3 - L'ascia o raddoppia contenente il vecchio regolamento. |
| Munchkin 3 - Errori Clericali                                      | Clerical Errors                                                                           | Fantasy             | RD002, RDMU03  | 114              | 2004, 2013 | Espansione. L'edizione inglese è presente anche in edizione limitata, col nome di Clerical Errata, con i dorsi delle carte porta e tesoro invertiti; precedentemente insieme a Munchkin 2 come Munchkin 2/3 - L'ascia o raddoppia contenente il vecchio regolamento.                                        |
| Munchkin 4 - Destri Destrieri                                      | The Need for Steed                                                                        | Fantasy             | RD003, RDMU04  | 114              | 2005, 2013 | Espansione. |
| Munchkin 4. 5                                                      | -                                                                                         | Fantasy             | RD9005         | 20               | 2008       | Espansione esclusiva per il mercato europeo, comprensiva del Dado Fichissimo e un sacchetto per i dadi. |
| Munchkin 5, 6 e 7 - Tutti i mostri fatti a fette                   | De-Ranged, Demented Dungeons, Cheat With Both Hands, Marked for Death e Monster Enhancers | Fantasy             | RD0023         | 275 + 20 Dungeon | 2012       | Espansione. Questa versione, ancora in vendita, non possiede carte e regolamento aggiornati (presenti nelle altre espansioni). Inoltre Cheat With Both Hands sostituisce le precedenti versioni inglesi di More Good Cards e Munchkin Blender. Aiuta a mescolare più set di Munchkin fra di loro.           |
| Munchkin 8 - Purosangue Mezzosangue                                | Half Horse, Will Travel                                                                   | Fantasy             | RDMU16         | 112              | 2014       | Espansione. |
| Star Munchkin                                                      | Star Munchkin e l'espansione The Clown Wars                                               | Fantascienza        | RD0004, RDMU05 | 290              | 2003, 2013 | Set autonomo. Parodia delle opere di fantascienza, con un'enfasi su Star Trek e Star Wars. |
| Star Munchkin - Astri e disastri                                   | Space Ships                                                                               | Fantascienza        | RD0012         | 18               | 2011       | Espansione. |
| Star Munchkin - Impunità diplomatica                               | Cosmic Demo                                                                               | Fantascienza        |                | 17               | 2023       | Espansione. |
| Munchkin Morde di nuovo!                                           | Munchkin Bites e Pants Macabre                                                            | Horror - Vampiri    | RD0007, RDMU06 | 288              | 2010, 2013 | Set autonomo. Parodia dei Vampiri: la masquerade ed in generale i giochi di ruolo e la letteratura gotica. Ristampa del precedente Munchkin Morde e comprensiva della relativa espansione inglese Pants Macabre.                                                                                            |
| Munchkin Fu                                                        | Munchkin Fu e la relativa espansione Monky Business                                       | Arti Marziali       | RD0008         | 280              | 2007       | Set autonomo. Parodia dei film asiatici di arti marziali. |
| Super Munchkin                                                     | Super Munchkin                                                                            | Supereroi           | RD0005         | 168              | 2007       | Set autonomo. Parodia dei supereroi dei fumetti americani. In questa espansione i nemici sono Super Criminali, ma è stata mantenuta la dicitura Mostro per mantenere una coerenza con le altre versioni. Inoltre, al posto delle maledizioni i Munchkin potrebbero trovare sul loro cammino delle trappole. |
| Munchkin Cthulhu                                                   | Munchkin Cthulhu e le relative espansioni Call of Cowthulhu e The Unspeakable Vault       | Horror - Cthulhu    | RD0009         | 280              | 2008       | Set autonomo. Edizione che trae ispirazione dai miti delle opere horror dello scrittore H. P. Lovecraft. Il set ha ricevuto il premio come miglior gioco di carte al Lucca Comics & Games 2008. |
| Munchkin Cthulhu - Caverne e Caterve                               | Crazed Caverns                                                                            | Horror - Cthulhu    | RD0021         | 33 + 20 Dungeon  | 2011       | Espansione. |
| Il Buono, il Brutto e il Munchkin!                                 | The Good, the Bad, and the Munchkin                                                       | Selvaggio West      | RD0022         | 225              | 2012       | Set autonomo. Edizione dedicata al film Il buono, il brutto, il cattivo |
| Munchkin Dei Caraibi                                               | Munchkin Booty e la relativa espansione Jump the Shark                                    | Pirati              | RD0011         | 282              | 2009       | Set autonomo. |
| Munchkin Dei Caraibi - Tali e Squali                               | Fish & Ships                                                                              | Pirati              | RD0014         | 18               | 2011       | Espansione. |
| Munchkin Zombie!                                                   | Munchkin Zombies e l'espansione Armed and Dangerous                                       | Horror - Zombie     | RD0017         | 282              | 2011       | Set autonomo. Sostituisce Livelli, Razza e Classe con Mojo e Poteri. |
| Munchkin Zombie! - Anfratti e Putrefatti                           | Hideous Hideouts                                                                          | Horror - Zombie     | RD0018         | 16 + 20 Dungeon  | 2013       | Espansione. |
| Munchkin Zombie! Anfratti e Putrefatti - Edizione Arti di Ricambio | Hideous Hideouts e Spare Parts                                                            | Horror - Zombie     | RDMU22         | 72 + 20 Dungeon  | 2016       | Espansione. |
| Munchkin Conan                                                     | Munchkin Conan                                                                            | Conan - Fantasy     | RDMU12         | 169              | 2014       | Set autonomo. Ispirato al personaggio di Conan il barbaro. |
| Munchkin Conan - Il Barbaro                                        | Munchkin Conan the Barbarian                                                              | Conan - Fantasy     | RD0020         | 16               |            | Espansione per qualsiasi set di Munchkin. |
| Munchkin Apocalisse                                                | Munchkin Apocalypse e l'espansione Sheep Impact                                           | Apocalisse          | RDMU17         | 269 + 18 Sigilli | 2014       | Set Autonomo. |
| Munchkin Leggende                                                  | Munchkin Legends                                                                          | Mitologia - Fantasy | RDMU07         | 168              | 2013       | Set Autonomo. |
| Munchkin Leggende 2 e 3 - Fauni e Arena                            | Faun And Games e Myth Prints                                                              | Mitologia - Fantasy | RDMU18         | 112+2            | 2015       | Espansione. |
| Munchkin Pathfinder                                                | Munchkin Pathfinder                                                                       | Fantasy             | RDMU13         | 168              | 2014       | Set Autonomo. Ispirata al gioco Pathfinder. |
| Munchkin Pathfinder - Baciami il Goblin!                           | Munchkin Pathfinder Gobsmacked!                                                           | Fantasy             | RDMU14         | 16               | 2014       | Espansione. |
| Munchkin OZ                                                        | Munchkin OZ                                                                               | Fantasy             | RDMU19         | 168              | 2015       | Set Autonomo. Ispirato al romanzo Il meraviglioso mago di Oz da cui è tratto anche il termine Munchkin |
| Munchkinomicon                                                     | Munchkinomicon                                                                            | Fantasy             | RD0013, RDMU15 | 15               | 2010, 2014 | Espansione per qualsiasi set di Munchkin. Dedicata ad un libro di incantesimi parodia del Necronomicon |
| Munchkin Fatine e Folletti                                         | Munchkin Fairy Dust e Munchkin Waiting for Christmas                                      | Festivo             | RD0010, RDMU08 | 33               | 2009, 2014 | Espansione per qualsiasi set di Munchkin. |
| Munchkin Draghetto o Scherzetto                                    | Munchkin Dragons e Munchkin Tricky Treats                                                 | Festivo             | RDMU11         | 33               | 2014       | Espansione per qualsiasi set di Munchkin. |
| Munchkin Rompi le Uova                                             | Munchkin Easter Eggs e Munchkin Naughty & Nice                                            | Festivo             | RDMU10         | 33               | 2014       | Espansione per qualsiasi set di Munchkin. |
| Munchkin La Rivincita del Babbo                                    | Munchkin Santa's Revenge e Munchkin Reindeer Games                                        | Festivo             | RDMU09         | 33               | 2015       | Espansione per qualsiasi set di Munchkin. |
| Munchkin La Pupa e Il Dragone                                      | Munchkin Princesses, Munchkin Dragon's Trike e Munchkin Dragons: Four More                | Fantasy             | RDMU23         | 34               | 2016       | Espansione per qualsiasi set di Munchkin. |
| Munchkin 9 - Cretini Cretacei                                      | Jurassic Snark                                                                            | Fantasy             | RDMU26         | 112              | 2018       | Espansione. |
| Munchkin I Coboldi Mangiano I Bambini!                             | Munchkin Kobolts Ate My Baby!                                                             | Fantasy             | RDMU27         | 15               | 2018       | Espansione. Ispirato al gioco i I Coboldi mangiano i bambini! |
| Munchkin Warhammer 40.000                                          | Munchkin Warhammer 40.000                                                                 | Guerra Sci-fi       | ---            | 168              | 2019       | Set autonomo. Ispirato al gioco Warhammer 40.000. |
| Munchkin Warhammer 40000 - Piombo e preghiere                      | Munchkin Warhammer 40000 - Faith and Firepower                                            | Guerra Sci-fi       | --             | 112              | 2023       | Espansione. Ispirato al gioco Warhammer 40000 |

Tra i gadget che accompagnano il gioco sono stati pubblicati:
- Munchkin Quest: gioco da tavolo ispirato a Munchkin, con plancia a forma di stanza, dadi, e segnalini per mostri, oggetti e personaggi.
- Dado Fichissimo (2008), dado a dieci facce illustrato da Kovalic.[9]
- Dado Fichissimo Natale, versione del Dado dedicata al Natale
- Dadi della Brutta Fine, contenente un sacchetto e tre dadi (uno a dieci facce e due a sei facce) a tema di Munchkin Cthulhu
- Munchkin magliette, recanti le scritte Dolce Tessoro e Momentaneo Smascheramento.
- Munchkin Scatole Fichissime, edizione italiana nelle scatole per carte Munchkin Boxes of Holding con due carte inedite (Pergamena del detezionamento porte segrete e Apri la stanza del tesoro).
- Epic Munchkin, set di regole per permettere di raggiungere il livello 20, con le quali Razze e Classi assumono poteri aggiuntivi se il giocatore raggiunge i livelli 10-19. Il set è gratis, disponibile sul sito ufficiale di Munchkin.

## Riconoscimenti
- 2001 Origins Award come miglior gioco di carte tradizionale[1]
- 2002 L'espansione Unnatural Axe è stata insignita dell'Origins Award per Best Card Game Expansion or Supplement[10] mentre il nuovo set autonomo Star Munchkin vince per il Best Traditional Card Game[10]
- 2013 Hall of fame Origins Award[11]